# Cameraria (djur)
Cameraria är ett släkte av fjärilar som beskrevs av Chapman 1902. Cameraria ingår i familjen styltmalar.

## Bildgalleri

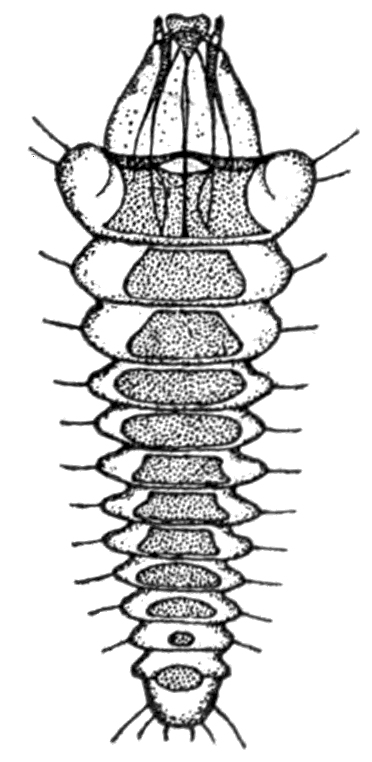

## Dottertaxa tillCameraria, i alfabetisk ordning[1][2]
- Cameraria acericola
- Cameraria aceriella
- Cameraria aesculisella
- Cameraria affinis
- Cameraria agrifoliella
- Cameraria anomala
- Cameraria arcuella
- Cameraria australisella
- Cameraria barlowi
- Cameraria bauhiniae
- Cameraria bethunella
- Cameraria betulivora
- Cameraria borneensis
- Cameraria caryaefoliella
- Cameraria castaneaeella
- Cameraria cervina
- Cameraria chambersella
- Cameraria cincinnatiella
- Cameraria conglomeratella
- Cameraria corylisella
- Cameraria diabloensis
- Cameraria eppelsheimii
- Cameraria fasciata
- Cameraria fasciella
- Cameraria fletcherella
- Cameraria gaultheriella
- Cameraria guttifinitella
- Cameraria hamadryadella
- Cameraria hamameliella
- Cameraria hexalobina
- Cameraria hikosanensis
- Cameraria jacintoensis
- Cameraria lentella
- Cameraria leucothorax
- Cameraria lobatiella
- Cameraria macrocarpae
- Cameraria macrocarpella
- Cameraria magnisignata
- Cameraria marinensis
- Cameraria mediodorsella
- Cameraria mendocinensis
- Cameraria milletiae
- Cameraria nemoris
- Cameraria niphonica
- Cameraria obliquifascia
- Cameraria obstrictella
- Cameraria ohridella
- Cameraria ostryarella
- Cameraria palawanensis
- Cameraria pentekes
- Cameraria philippinensis
- Cameraria picturatella
- Cameraria platanoidiella
- Cameraria pongamiae
- Cameraria quadrifasciata
- Cameraria quercivorella
- Cameraria saccharella
- Cameraria sadlerianella
- Cameraria saliciphaga
- Cameraria sempervirensella
- Cameraria serpentinensis
- Cameraria shenaniganensis
- Cameraria superimposita
- Cameraria temblorensis
- Cameraria tildeni
- Cameraria trizosterata
- Cameraria tubiferella
- Cameraria ulmella
- Cameraria umbellulariae
- Cameraria walsinghami
- Cameraria virgulata
- Cameraria wislizeniella